# 陆生楠
陸生楠（？—1729年），廣西灌阳县文市镇瑶上村人。
康熙四十四年（1705年），乙酉科第七名舉人。雍正年間，部選江南吳縣知縣。雍正四年，進京述職，改工部主事。是年李紱、謝濟世彈劾河南巡撫田文鏡，牽連到陸生楠。雍正帝認為謝濟世、陸生楠都是廣西人，李紱曾任廣西巡撫，必有結為黨援之處。遂以“傲慢不恭”之罪，與謝濟世一起被發往阿爾泰軍前效力。在阿爾泰期間著有《通鑑論》十七篇以论前史。振武将军、顺承郡王锡保劾奏其書稱“不人人而察，但察詮選之任；不事事而理，只理託付之人。”
雍正帝從該書中找出八篇文章，逐一批駁。陸生楠在文中赞赏古代封建制；论建储(立太子)，认为不能容许太子干预朝政；高度评价府兵制；认为绝对君主专制，使臣下恐惧、怨恨，最终导致隋炀帝君臣关系的悲剧；认为君主和相臣应该听取并保护持不同意见的臣下；论无为而治，认为无须人人而察，事事而理
。陸生楠获罪的言论：
- “封建之制，古圣人万世无弊之良规。废之为害，不循其制亦为害。至于今害深祸烈，不可胜言。皆郡县之故。”
- (其言建储)，云“储贰不宜干预外事，且必更使通晓此等危机。”
- “府兵之制，国无养兵之费，臣无专兵之患。”
- “后之君臣，倘非天幸，其不为隋之君臣者几希”，“人愈尊，权愈重，则身愈危，祸愈烈“，“虽怒之而不敢泄，欲报之而不敢轻。”
- “当用首相一人，首相奸谄误国。许凡欲效忠者，皆得密奏。即或不当，亦不得使相臣知之”,“因言固可知人，斩听亦有失人。听言不厌其广，广则庶几无壅。择言不厌其审，审则庶几无误。”
- “为君为臣，莫要于知人而立大本，不徒在政迹，然亦不可无术相防。”
- （王安石为相时）“贤才尽屏，谘谋尽废，而己不以为非，人君亦不知人之非，则并圣贤之作用气象而不知。”
- “不人人而察，但察铨选之任。不事事而理，止理付元之人。至若笾豆之事，则有司存。”

雍正斥陆生楠“文词议论，险怪背谬，无理之甚”。更斥其為：“其論封建之利，言詞更屬狂悖，顯系誹議時政。” 雍正七年（1729年）與謝濟世一同被綁赴刑場處死。同刑人謝濟世則當場被赦免。